# Tullinge
Tullinge est une communauté urbaine de la ville de Stockholm.